# Serafimo-Diwejewski-Kloster

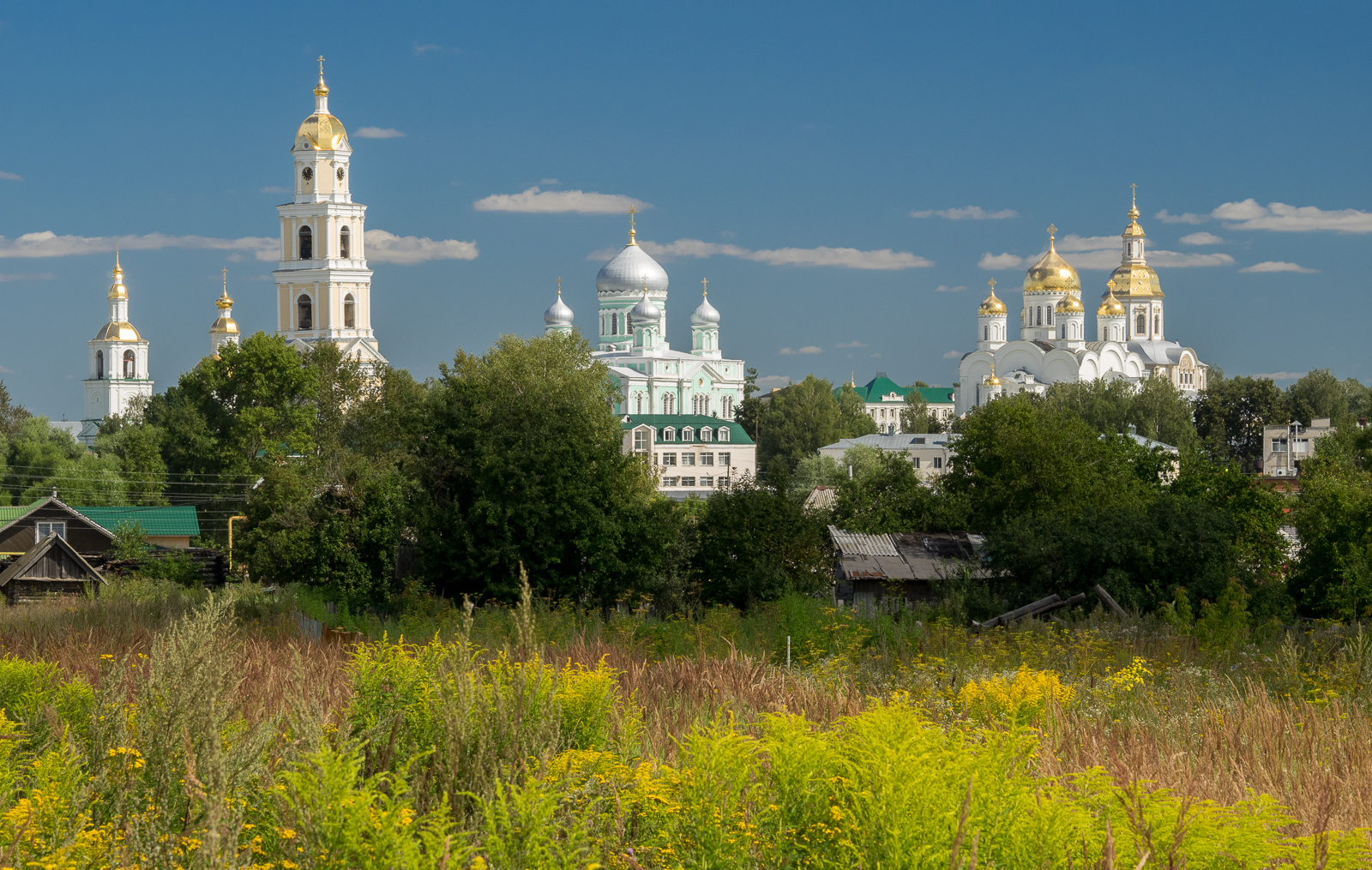
Serafimo-Diwejewski-Kloster

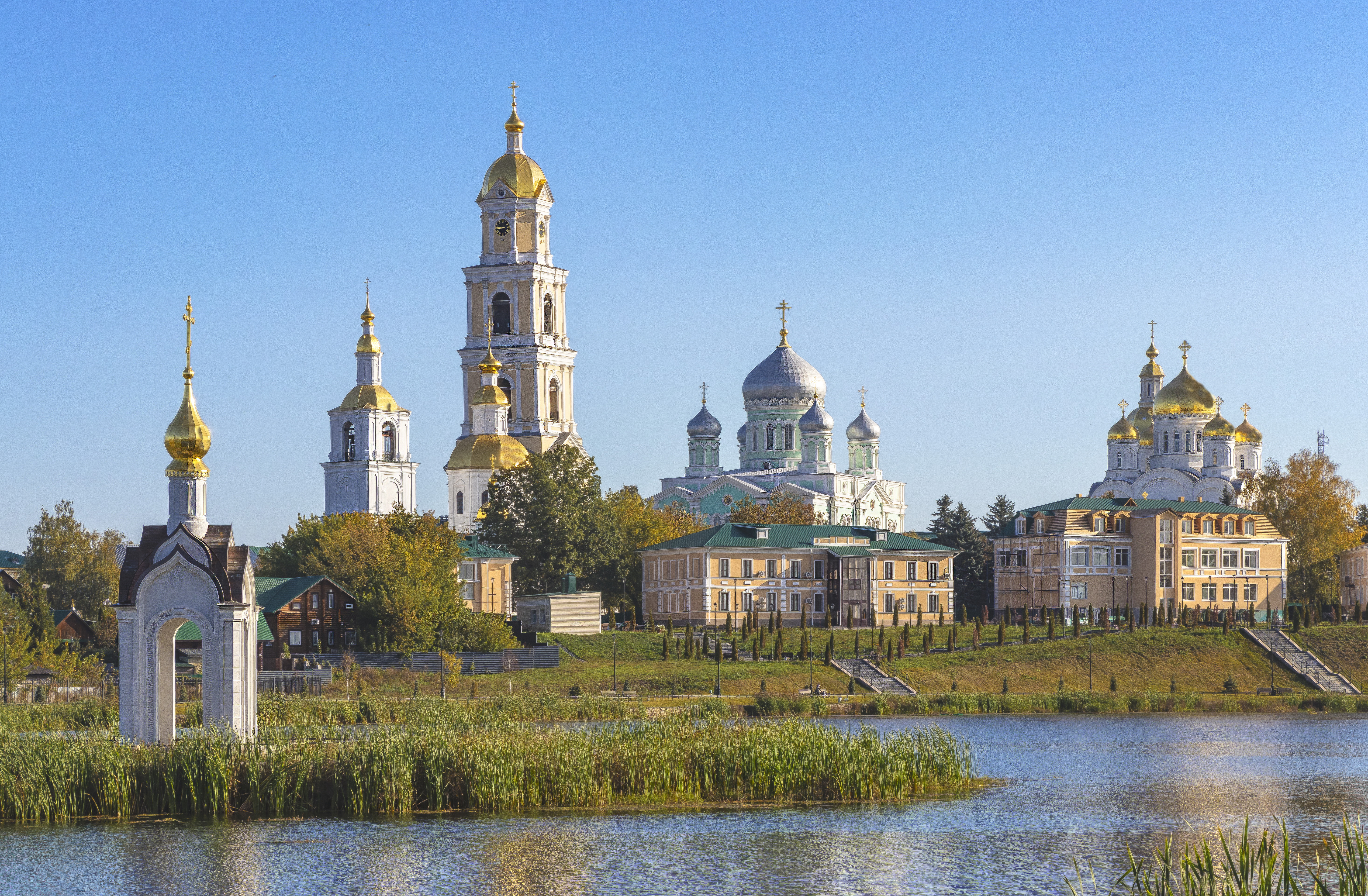
Panorama des Klosters vom angrenzenden Teich

Das Kloster des Hl. Seraphim zu Diwejewo (russisch Серафимо-Дивеевский монастырь) ist ein russisch-orthodoxes Frauenkloster in der Ortschaft Diwejewo in der Oblast Nischni Nowgorod. Es wurde ca. 1780 gegründet. Das Kloster ist der Dreifaltigkeit geweiht und trägt den Namen von Seraphim von Sarow, der zu seinen Lebzeiten aus dem nahgelegenen Sarower Kloster die Nonnen des Klosters in Diwejewo in seiner Obhut hatte. Heute beherbergt das Kloster in Diwejewo einige seiner Reliquien und ist ein wichtiges überregionales spirituelles Zentrum und Wallfahrtsort. In der Sowjetzeit wurde es 1927 geschlossen und 1991 wieder eröffnet.

## Bauwerke
- Dreifaltigkeitskathedrale (Троицкий собор)
- Transfigurationskathedrale (Преображенский собор)
- Verkündigungskathedrale (Благовещенский собор)
- Glockenturm